# Пеллер Володимир Ізраїлевич
Володи́мир Ізра́їлевич Пе́ллер (6 вересня 1913, містечко Ольгопіль, тепер село Чечельницького району Вінницької області — 25 грудня 1978, село Валдгейм Біробіджанського району Єврейської автономної області, тепер Російська Федерація) — радянський військовик, в роки Другої світової війни — старшина роти 210-го гвардійського стрілецького полку 71-ї гвардійської стрілецької дивізії 6-ї гвардійської армії, гвардії старшина, повний кавалер ордена Слави. Голова колгоспу «Заветы Ильича» Біробіджанського району Єврейської автономної області. Герой Соціалістичної Праці (22.03.1966). Член Центральної Ревізійної Комісії КПРС у 1971—1976 роках. Депутат Верховної Ради СРСР 8-го скликання у 1970—1974 роках.

## Життєпис
Народився в містечку Ольгопіль, повітовому центрі Подільської губернії Російської імперії (нині — село Чечельницького району Вінницької області) в селянській родині. Єврей. Здобув неповну середню освіту: закінчив сім класів. З 1930 по 1936 рік працював колгоспником.
У 1936—1938 роках проходив дійсну військову службу в прикордонних військах на далекосхідному кордоні. Після демобілізації залишився на Далекому Сході. З 1938 року працював трактористом та заступником голови колгоспу «Ройтер Октябрь» Октябрського району Єврейської автономної області РРФСР. З 1939 по 1941 рік — голова колгоспу «Ройтер Октябрь» Октябрського району Єврейської автономної області.
Вдруге до лав РСЧА призваний у 1941 році. У боях німецько-радянської війни з 1941 року. Служив старшиною роти 210-го гвардійського стрілецького полку 71-ї гвардійської стрілецької дивізії 6-ї гвардійської армії.
28 квітня 1944 року біля села Гора Себезького району Псковської області (Росія) гвардії старшина В. Пеллер із групою бійців наблизився до ворожого ДЗОТу і закидав його протитанковими гранатами, знищивши кулемет з обслугою.
25 липня 1944 року в бою за панівну височину поблизу населеного пункту Жагішки Зарасайського району (Литва) гвардії старшина В. Пеллер під артилерійським вогнем супротивника доправив кулеметникам і стрільцям набої. У критичний момент бою, замінив командира взводу, що вибув, підняв бійців в атаку і першим увірвався на височину. Був контужений, але залишився в строю.
17—19 вересня 1944 року в бою південно-західніше міста Добеле (Латвія) гвардії старшина В. Пеллер своєчасно забезпечував бійців роти набоями і продовольством. Був поранений, але продовжував виконувати свої обов'язки, тим самим сприяв успішному відбиттю чотирьох ворожих атак.
За мужність і відвагу, проявлені в боях 5 червня 1944 року гвардії старшина Пеллер Володимир Ізраїлевич нагороджений орденом Слави 3-го ступеня (№ 60265). За мужність і відвагу, проявлені в боях, 3 жовтня 1944 гвардії старшина Пеллер Володимир Ізраїлевич нагороджений орденом Слави 2-го ступеня (№ 3842). Указом Президії Верховної Ради СРСР від 24 березня 1945 року за зразкове виконання завдань командування в боях з німецько-фашистськими загарбниками гвардії старшина Пеллер Володимир Ізраїлевич нагороджений орденом Слави 1-го ступеня (№ 37), ставши повним кавалером ордена Слави.
У 1946 році в званні молодшого лейтенанта звільнився в запас.
У 1946—1960 роках — голова низки колгоспів Біробіджанського району Єврейської автономної області Хабаровського краю. Очолював колгосп «Правда» села Валдгейм Біробіджанського району.
Член ВКП(б) з 1947 року.
У 1960—1962 роках — голова Надєждинського радгоспу Біробіджанського району Єврейської автономної області.
У квітні 1962 — 25 грудня 1978 року — голова колгоспу «Заветы Ильича» села Валдгейм Біробіджанського району Єврейської автономної області.
Указом Президії Верховної Ради СРСР від 22 березня 1966 року за досягнуті успіхи в розвитку тваринництва, збільшенні виробництва і заготівель м'яса, молока, яєць, вовни та іншої продукції Пеллеру Володимиру Ізраїлевичу присвоєно звання Героя Соціалістичної Праці з врученням ордена Леніна і золотої медалі «Серп і Молот». Обирався делегатом XXIV з'їзду КПРС.
25 грудня 1978 року помер у селі Валдгейм Біробіджанського району Єврейської автономної області, де й похований.

## Звання
- старшина
- гвардії молодший лейтенант

## Нагороди
- Герой Соціалістичної Праці (22.03.1966)
- орден Леніна (22.03.1966)
- орден Жовтневої Революції (8.04.1971)
- орден Слави І ст. (24.03.1945)
- орден Слави ІІ ст. (3.10.1944)
- орден Слави ІІІ ст. (5.06.1944)
- медаль «За бойові заслуги» (15.04.1944)
- медаль «За оборону Одеси»
- медаль «За оборону Одеси»
- медалі
- Почесний громадянин Єврейської автономної області (19.07.2000, посмертно)

## Вшанування пам'яті
У селі Валдгейм Біробіджанського району Єврейської автономної області встановлено погруддя В. І. Пеллера, його ім'ям названо одну з вулиць села (колишня Лісова), а на фасаді будинку, в якому він мешкав, встановлено меморіальну дошку.
Постановою Законодавчих Зборів Єврейської автономної області від 19.07.2000 року за № 155 посмертно удостоєний звання «Почесний громадянин Єврейської автономної області».